# Cryptosaccus asturiensis
Cryptosaccus asturiensis es una especie de molusco gasterópodo de la familia Hygromiidae en el orden de los Stylommatophora.

## Distribución geográfica
Es  endémica del valle de Somiedo, España.  